# 维克托·维克托罗维奇·索博列夫
维克托·维克托罗维奇·索博列夫（羅馬化：Viktor Viktorovich Sobolev；1915年9月2日—1999年1月7日）是苏联和俄罗斯天体物理学家、俄罗斯科学院院士、苏联科学院院士（1981年至今）、社会主义劳动英雄（1985年）。

## 生平
他出生于彼得格勒，1933年至1938年在列宁格勒国立大学学习，1948年获得教授称号。1958年，他当选为苏联科学院通讯院士。

## Sources
- (in Russian)
- （页面存档备份，存于） (in Russian)